# San-marinesische Lira
Die San-marinesische Lira (Plural Lire, ISO-Code SML) war bis zum 31. Dezember 2001 die offizielle Währung in San Marino. Sie besaß Parität zur Italienischen und Vatikanischen Lira. Alle drei Währungen waren in San Marino, Italien und der Vatikanstadt gleichberechtigte gesetzliche Zahlungsmittel. Die san-marinesische Lira war ausschließlich in Form von Münzen im Umlauf, das Land verwendete italienische Banknoten. Die Münzen wurden von der staatlichen italienischen Münzstätte Istituto Poligrafico e Zecca dello Stato in Rom hergestellt. 

## Geschichte
Die Lira wurde 1861 im Zuge der politischen Einigung Italiens nach dem Vorbild der Sardischen Lira eingeführt und löste die unterschiedlichen Währungen der altitalienischen Staaten ab. Die Republik San Marino, die sich dem neugegründeten Königreich nicht anschließen wollte, gründete am 22. März 1862 eine Währungsunion mit Italien. Die san-marinesische Lira war 1:1 an die italienische Lira gebunden. Das Land behielt sich das Recht eigener Münzausgaben vor und machte davon erstmals 1864 mit der Ausgabe einer kupfernen 5-Centesimi-Münze Gebrauch. Bis 1938 wurden in unregelmäßiger Folge Münzen der Wertstufen 5, 10 und 50 Centesimi sowie 1, 2, 5, 10 und 20 Lire ausgegeben. Nach einer Pause von 34 Jahren wurde ab 1972 wieder mit der Ausgabe von Münzen begonnen, die in ihren Wertstufen und Dimensionen den jeweiligen italienischen Münzen entsprachen. Die Motive wurden jährlich geändert.
Am 1. Januar 2002 wurde die Lira durch den Euro abgelöst. Der Wechselkurs betrug 1 Euro = 1936,27 Lire. Seitdem prägt San Marino eigene Euromünzen.